# Midnight, the Stars and You
Midnight, the Stars and You è una popolare canzone foxtrot statunitense scritta da Harry M. Woods, Jimmy Campbell e Reg Connelly e pubblicata nel 1934.
La registrazione più famosa fu eseguita nel 1934 da Ray Noble e dalla sua orchestra con Al Bowlly non accreditato alla voce. Il brano viene considerato come uno sforzo vocale "eccezionale" di Bowlly.
Altre versioni di questa canzone sono di Hal Kemp e della sua orchestra, e di Roy Fox e della sua band, entrambe registrate nel 1934.

## Utilizzo nel cinema e in altri media
La versione di Bowlly è stata usata due volte nel classico film horror di Stanley Kubrick del 1980 Shining; una prima volta nella scena della Gold Room (sala da ballo), e una seconda durante la chiusura del film mentre la cinepresa si stringe sul protagonista in una fotografia dell'inizio del 20º secolo, prima dei titoli di coda.
La popolarità di questo film ha associato questa versione della canzone a un senso di disagio o minaccia imminente nel cinema e in altri media. Questi includono:
- l'album ambient del 1999 Selected Memories from the Haunted Ballroom;
- la commedia drammatica del 2005 Colour Me Kubrick;
- la commedia horror del 2006 Behind the Mask - Vita di un serial killer;
- i thriller del 2013 e 2018 Snowpiercer e The Outsider;[3]
- il tema di chiusura di The John Batchelor Show e The Last Podcast on the Left;
- nel primo episodio dell'espansione Burial at Sea del videogioco BioShock Infinite del 2013, mentre Booker ed Elizabeth stanno cercando una ragazza scomparsa di nome Sally in un ristorante bistrot al Fontaine's Department Store;
- il film del 2018 Ready Player One;
- il film del 2019 Toy Story 4, quando Woody e Forky entrano nel negozio di antiquariato, continuando una tendenza dei film Pixar che fanno riferimento ai film di Kubrick;[4]
- "La ragazza nella banda", il 19º episodio della 30ª stagione dei Simpson. In una scena Homer Simpson sta perdendo la sanità mentale a causa della privazione del sonno durante un turno di notte alla centrale elettrica, e si ritrova nella sala da ballo dell'Overlook Hotel. Homer balla con una donna all'inizio della canzone per poi sedersi al bar. Lloyd il barista cerca di convincere Homer a uccidere la sua famiglia attraverso l'avvelenamento da radiazioni, ma Homer non capisce cosa sta chiedendo Lloyd. Quando Homer si sveglia, Jack Torrence viene visto correre con un'ascia nella stanza del reattore.
- La canzone è presente nell'adattamento cinematografico del 2019 di Doctor Sleep. Il sequel dell'adattamento di Kubrick di Shining, Doctor Sleep presenta il brano "Midnight, the Stars and You" per ben due volte. Abra lo sente debolmente mentre vaga tra i resti abbandonati dell'Overlook Hotel pochi istanti prima che l'edificio tenti di attaccarla; la canzone appare in seguito nei momenti finali del film mentre Abra si prepara a imprigionare un'apparizione di una donna non morta che ha tormentato Danny Torrance all'inizio del film, prima di continuare a riprodurre i titoli di coda (come in Shining);
- Nella stagione 46, episodio 15 del Saturday Night Live, la canzone viene utilizzata in una scenetta con l'ospite e il precedente membro del cast Maya Rudolph, che rende omaggio a Shining.